# Estación de Calafell
Estación de Calafell vasútállomás Spanyolországban, Calafell településen a Madrid–Barcelona-vasútvonalon. Része Barcelona elővárosi vasúti közlekedésének, a Rodalies Barcelonának.

## Kapcsolódó állomások
A vasútállomáshoz az alábbi állomások vannak a legközelebb:
- Estación de Segur de Calafell (Barcelona-Estación de Francia, líne R2 sud)
- Estació de Sant Vicenç de Calders (Estació de Sant Vicenç de Calders, líne R2 sud)